# Novecento (arte)
Novecento Italiano (lit. 'Italian 1900s') foi um movimento artístico italiano fundado em Milão em 1922 para criar uma arte baseada na retórica do fascismo de Mussolini.

## História
O Novecento Italiano foi fundado por Anselmo Bucci (1887–1955), Leonardo Dudreville (1885–1975), Achille Funi, Gian Emilio Malerba (1880–1926), Pietro Marussig, Ubaldo Oppi e Mario Sironi. Motivados por um "chamado à ordem" pós-guerra, eles foram reunidos por Lino Pesaro, um dono de galeria interessado em arte moderna, e Margherita Sarfatti, uma escritora e crítica de arte que trabalhava no jornal do ditador italiano Benito Mussolini, O Povo da Itália (Il Popolo d'Italia). Sarfatti também era amante de Mussolini.
O movimento foi oficialmente lançado em 1923 em uma exposição em Milão, com Mussolini como um dos oradores. O grupo foi representado na Bienal de Veneza de 1924 em uma galeria própria, com exceção de Oppi, que expôs em uma galeria separada. A deserção de Oppi causou sua expulsão do grupo, que posteriormente se dividiu e foi reformado. O novo Novecento Italiano realizou sua primeira exposição coletiva em Milão em 1926.
Vários dos artistas eram veteranos da Primeira Guerra Mundial; Sarfatti havia perdido um filho na guerra. O grupo desejava desafiar o establishment italiano e criar uma arte associada à retórica do fascismo. Os artistas apoiaram o regime fascista, e seu trabalho tornou-se associado ao departamento de propaganda estatal, embora Mussolini tenha repreendido Sarfatti por usar seu nome e o nome do fascismo para promover o Novecento.
O nome do movimento (que significa 1900s) era uma referência deliberada aos grandes períodos da arte italiana no passado, o Quattrocento e o Cinquecento (1400s e 1500s). O grupo rejeitava a arte de vanguarda europeia e desejava reviver a tradição da pintura de história em grande formato no estilo clássico. O movimento não possuía um programa artístico preciso e incluía artistas de diferentes estilos e temperamentos, como Carrà e Marini. Seu objetivo era promover uma arte italiana renovada, mas tradicional. Sironi dizia: “se olharmos para os pintores da segunda metade do século XIX, descobrimos que apenas os revolucionários foram grandes e que os maiores foram os mais revolucionários”; os artistas do Novecento Italiano “não imitariam o mundo criado por Deus, mas seriam inspirados por ele”.
Apesar do patrocínio oficial, a arte do Novecento nem sempre teve um caminho fácil na Itália Fascista. Mussolini não se interessava pessoalmente por arte e dividia o apoio oficial entre vários grupos para manter os artistas do lado do regime. Ao abrir a exposição de arte do Novecento em 1923, ele declarou que “está longe da minha ideia incentivar algo como uma arte estatal. A arte pertence ao domínio do indivíduo. O Estado tem apenas um dever: não minar a arte, fornecer condições humanas para os artistas, incentivá-los do ponto de vista artístico e nacional.” O movimento competia com outros movimentos pró-fascistas, especialmente o Futurismo e o movimento regionalista Strapaese. O Novecento Italiano também encontrou oposição aberta. Achille Starace, o Secretário Geral do Partido Fascista, atacou o movimento na imprensa fascista diária, e houve críticas virulentas às suas qualidades “não-italianas” por artistas e críticos.
Nos anos 1930, um grupo de professores e alunos da Accademia di Brera estabeleceu um grupo de oposição ao Novecento Italiano. Entre eles estavam o diretor da academia, Aldo Carpi, e alunos como Afro, Aldo Badoli, Aldo Bergolli, Renato Birolli, Bruno Cassinari, Cherchi, Alfredo Chighine, Grosso, Renato Guttuso, Dino Lanaro, Giuseppe Migneco, Mantica, Ennio Morlotti, Aligi Sassu, Ernesto Treccani, Italo Valenti e Emilio Vedova (e mais tarde Giuseppe Ajmone e Ibrahim Kodra), com participação de Trento Longaretti, que não participou das discussões iniciais porque voltava para sua cidade natal, Treviglio, de trem após as aulas. Esse movimento ficou conhecido como Corrente, que também publicou uma revista com o mesmo nome. Em 1939, um editorial famoso na revista declarou a oposição do grupo ao fascismo, ao Novecento Italiano e ao Futurismo.
A unidade do grupo dependia muito de Sarfatti, e enfraqueceu com sua ausência de Milão. Quando ela foi afastada de Mussolini, em parte devido às ordenanças antissemitas de 1938, o grupo se desfez e foi formalmente dissolvido em 1943.

## Artistas do Novecento
Giacomo Balla, Anselmo Bucci, Pompeo Borra, Aldo Carpi, Carlo Carrà Felice Casorati, Giorgio de Chirico, Raffaele De Grada, Fortunato Depero Antonio Donghi, Ercole Drei Leonardo Dudreville, Achille Funi, Virgilio Guidi, Achille Lega, Gian Emilio Malerba, Arturo Martini, Pietro Marussig, Francesco Messina, Giorgio Morandi, Ubaldo Oppi, Renato Paresce, Siro Penagini, Gio Ponti, Gino Severini, Mario Sironi, Mario Tozzi, Francesco Trombadori e Adolfo Wildt.